# Sint-Pieterskerk (Turnhout)

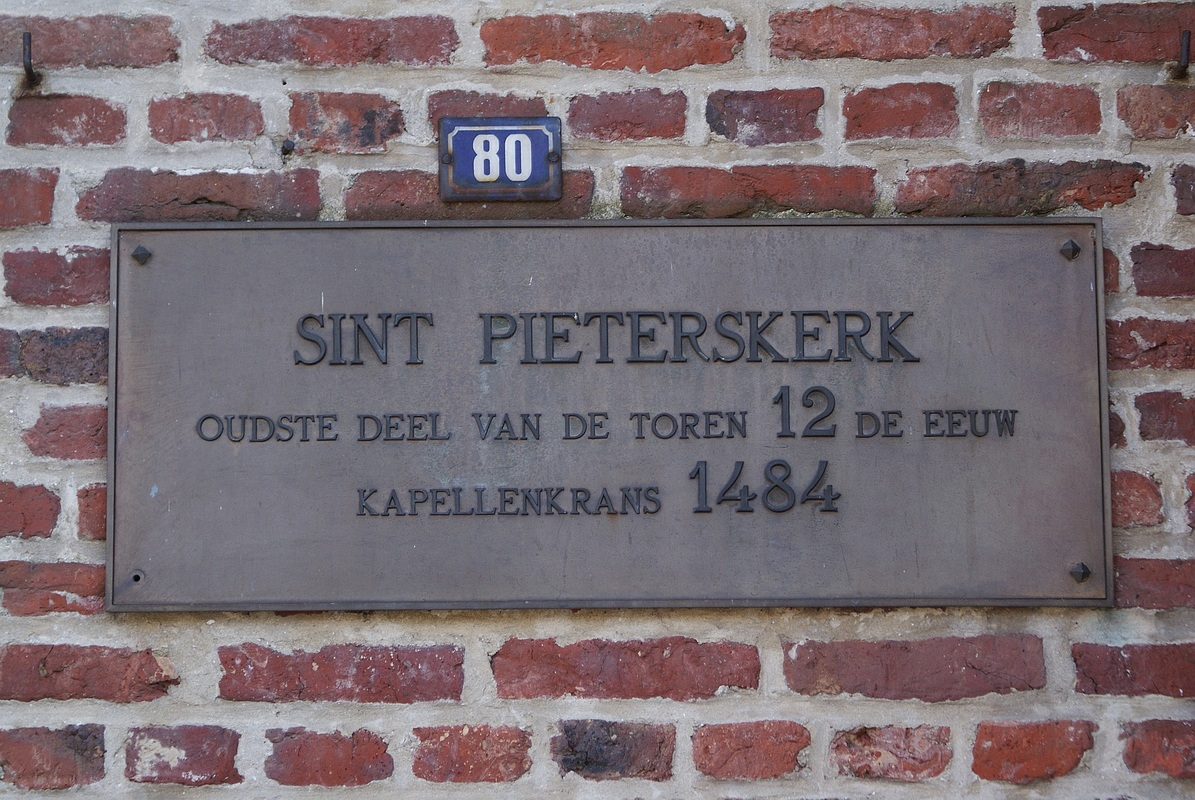
Ouderdomsaanduiding van de toren en de koorommegang

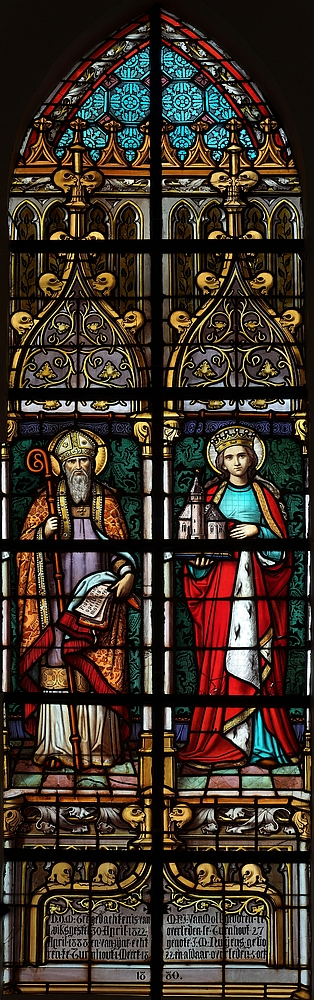
Glasraam: De H. Martinus en de H. Joanna van Valois.

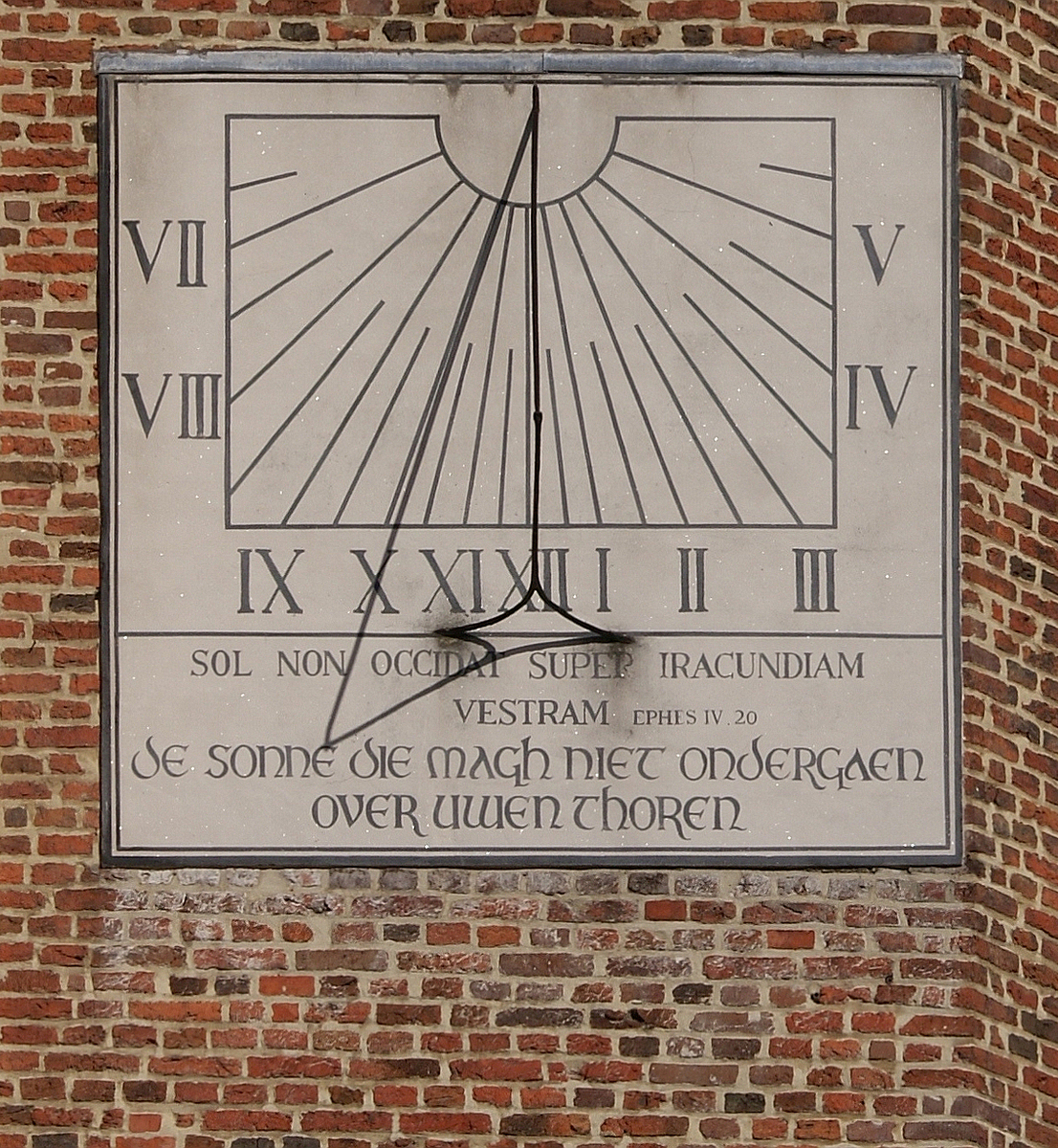
Zonnewijzer uit de 16-de eeuw

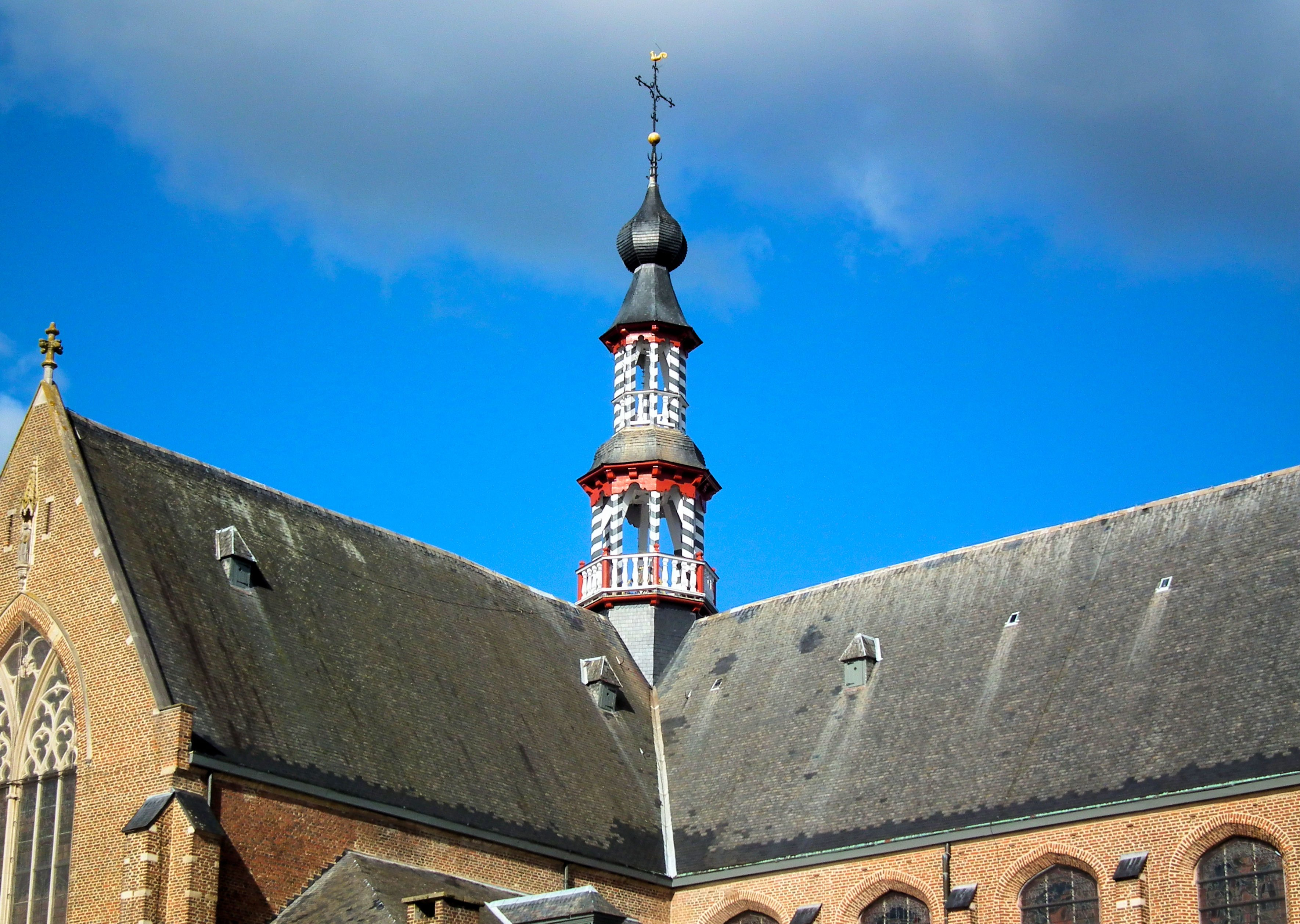
Vieringtorentje, in 1644 gebouwd door timmerman Geerits Lieffmans (uit Oosterhout)

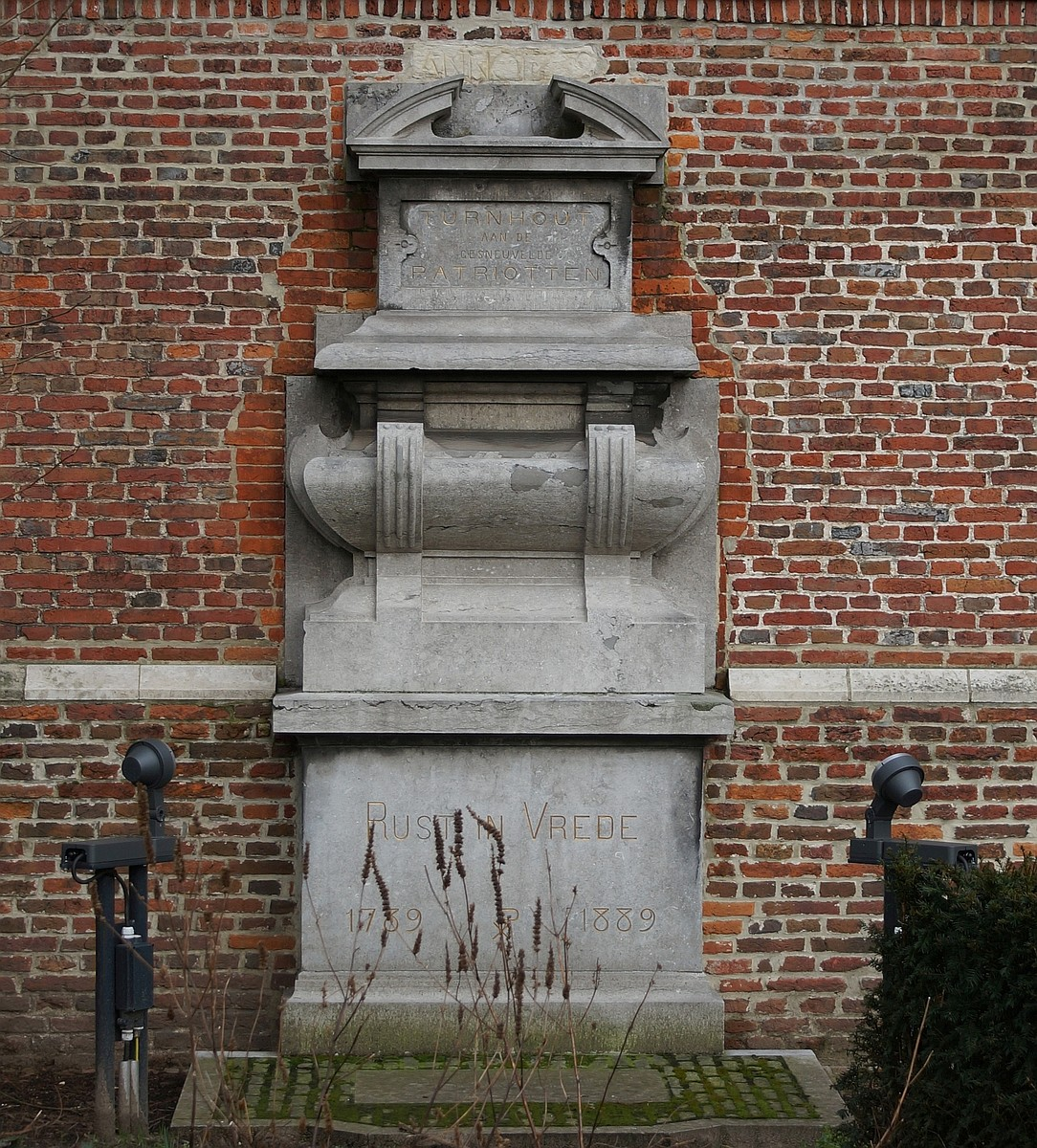
Gedenksteen opgericht in 1889 ter herinnering aan de patriotten gesneuveld in 1789 tijdens de Slag bij Turnhout

De Sint-Pieterskerk is een rooms-katholiek gebedshuis, in de Kempense stad Turnhout, in het noorden van de Belgische provincie Antwerpen. Ze staat onder die naam bekend; niettemin is de officiële benaming Decanale kerk Sint-Pieter en Sint-Barbara.

## Geschiedenis
De eerste kerk stamt vermoedelijk uit de ontstaansperiode van de vrijheid Turnhout (12-de eeuw). Uit die tijd is alleen het onderste deel van de westelijke toren bewaard gebleven. Zowat tweehonderd jaar later, in 1398, stichtte hertogin Maria van Gelder een kapittel met 12 kanunniken.
In de 15-de eeuw werd de toren verhoogd en tijdens de ambtstermijn (1466 > 1485) van deken-magister G. Hebscap onderging de kerk zeer opmerkelijke veranderingen: er werd een nieuw priesterkoor met koorommegang en straalkapellen gebouwd, evenals een nieuwe kruisbeuk.
Tijdens de 16-de eeuw werd aan de zuidelijke muur een zonnewijzer aangebracht. 
In 1644 werd er andermaal een aanpassing verwezenlijkt. Een relatief klein doorzichtig houten vieringtorentje met een peervormige spits -door timmerman Geerits Lieffmans (uit Oosterhout) opgetrokken- werd een opmerkelijke verschijning.
Tot dusver lijken weinig gegevens bewaard gebleven of gekend, over de bouwmeesters die vóór 1700 actief waren.
Doordat de kerk zeer oud is en in de loop der eeuwen meermaals het voorwerp uitmaakte van verbouwingen, is er geen stijleenheid in de strikte zin van het woord. Bij de aanpassingen werd telkens de op dat ogenblik gangbare stijl toegepast. Niettemin kan men stellen dat de bouwtrant overwegend Kempense gotiek is.
In de eerste helft van de 18-de eeuw werd de Antwerpse bouwmeester Jan Pieter van Baurscheidt de Jonge verzocht het schip te vergroten, zijbeuken te bouwen en het gewelf in de kruisbeuk te verhogen. Deze werken vonden plaats in 1740. Enkele decennia later, in 1775, werd het kerkhof van de Grote Markt afgesloten bij middel van een muur. Achter deze hindernis werd op 27 oktober 1789 een deel van de Slag bij Turnhout uitgevochten tussen de Patriotten en de Oostenrijkers. De slachtoffers van deze gevechten waren de laatsten die op dit kerkhof begraven werden.
1789 was een jaar van ingrijpende sociale veranderingen. Niet alleen de Brabantse Omwenteling werd een feit, ook het kapittel van de Sint-Pieterskerk hield op te bestaan.
Precies honderd jaar later, in 1889, werd in de zuidelijke buitenmuur een gedenksteen geplaatst ter nagedachtenis van de overleden patriotten.
Tijdens herinrichtingswerken van de Grote Markt (vanaf 1904 tot 1909) werd de muur rondom het kerkhof gesloopt en vervangen door een gietijzeren hek. Mettertijd werden de graven geruimd en een groene omheinde tuin werd in hun plaats aangelegd.
In 1969, naar aanleiding van de liturgische hervormingen opgelegd door Vaticanum II, nam de Rooms-katholieke gemeenschap een nieuw uit marmer vervaardigd altaar in gebruik. Dit werd centraal in de viering geplaatst, boven op een grafkelder van weleer, die in het verre verleden vermoedelijk als begraafplaats voor de kanunniken dienstdeed.
Anno 1972 diende architect Jozef-Louis Stynen (° Borgerhout 16-3-1907, † Borgerhout 14-5-1991) (winnaar van de Belgische Prix de Rome in 1933) een ontwerp voor restauratie in, dat goedgekeuring kreeg in 1978. Stynen had zijn kennis en kunde in het verleden ruimschoots bewezen, door onder meer de wederopbouw (na de Tweede Wereldoorlog) van de Sint-Catharinatoren te Hoogstraten, de bouw van de parochiekerk "Onze-Lieve-Vrouw ter Sneeuw" (1949) te Borgerhout, de vergroting (1960-1961) van de Sint-Benedictuskerk te Mortsel, de restauratie (1960) van de St.-Carolus Borromeuskerk te Antwerpen, de restauratie (1965-1989) van de kathedraal te Antwerpen, enzovoort.
De door Stynen voorgestelde werken vingen aan in 1987 en eindigden in 1990, kort voor zijn overlijden.
Een plechtige eucharistieviering door Monseigneur Paul Van den Berghe (21-ste bisschop van Antwerpen) leidde op zaterdag, 20 oktober 1990, de heropening van de gebedshuis in.

## Interieur
Zowel in de noordelijke (links) als in de zuidelijke zijbeuk (rechts) bevindt zich naast de hoofdingang een kleine kapel. Aan de linkerkant betreft het de weekkapel (voorheen de doopkapel) en rechts de kapel der overledenen. Hier staan op de zuidelijke muur de namen van de oorlogsslachtoffers.
De muren en het gewelf zijn sedert de restauratie wit bepleisterd, conform met de afwerking die Jan Pieter van Baurscheidt de Jonge destijds voorop stelde.
Een relatief smalle linker- en rechterzijbeuk flankeren een brede middenbeuk. De kruisbeuk is opmerkelijk hoog gebouwd, waardoor er in elk uiteinde ruimte is voor een imposant groot glas-in-loodraam, gemaakt door Charles Lévêque.
De koorommegang waarop zes kapellen en een sacristie aansluiten, omringt het priesterkoor.

### Hoogkoor

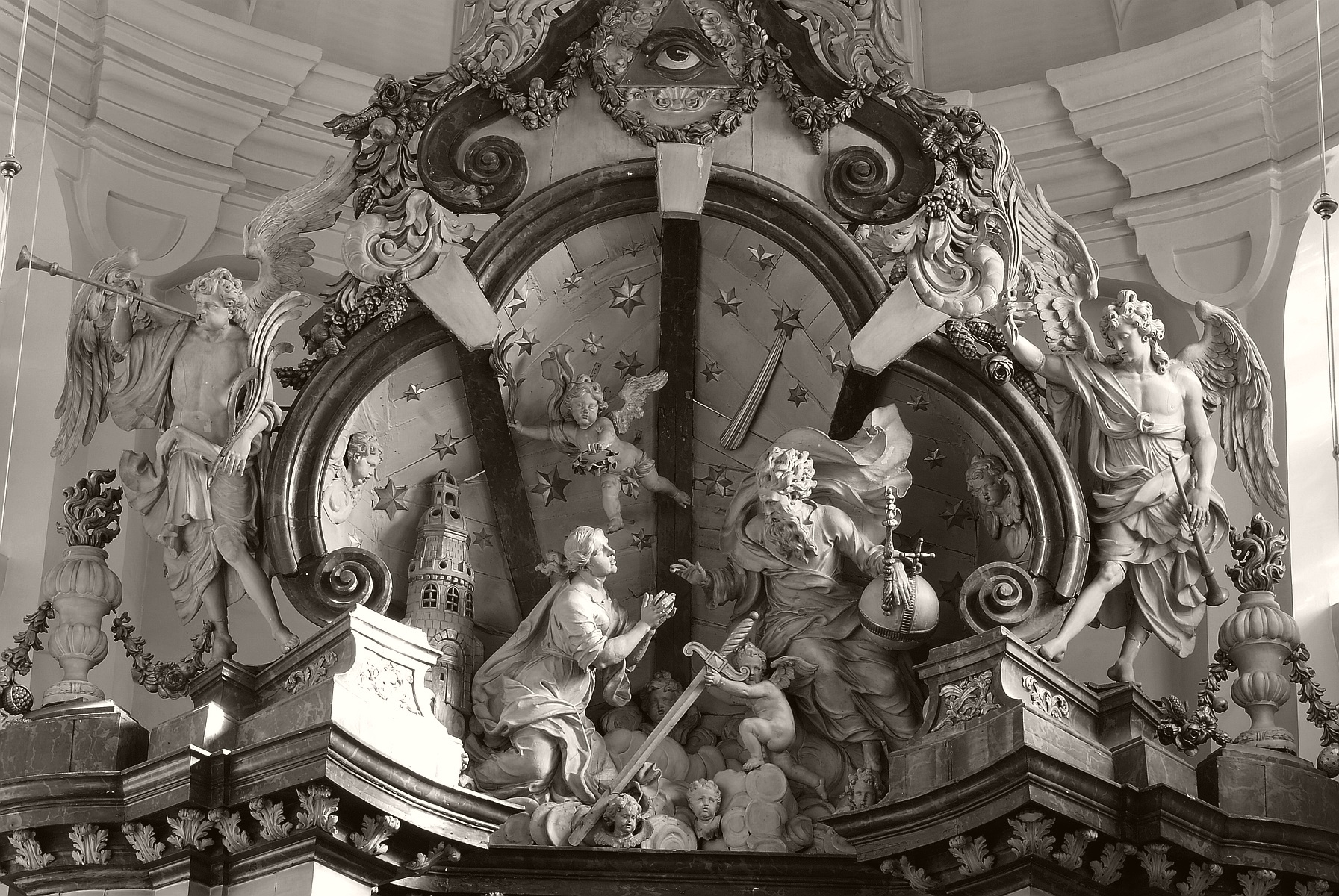
Barok bovenstel van het hoofdaltaar, gebouwd door Walter Pompe (anno 1740)

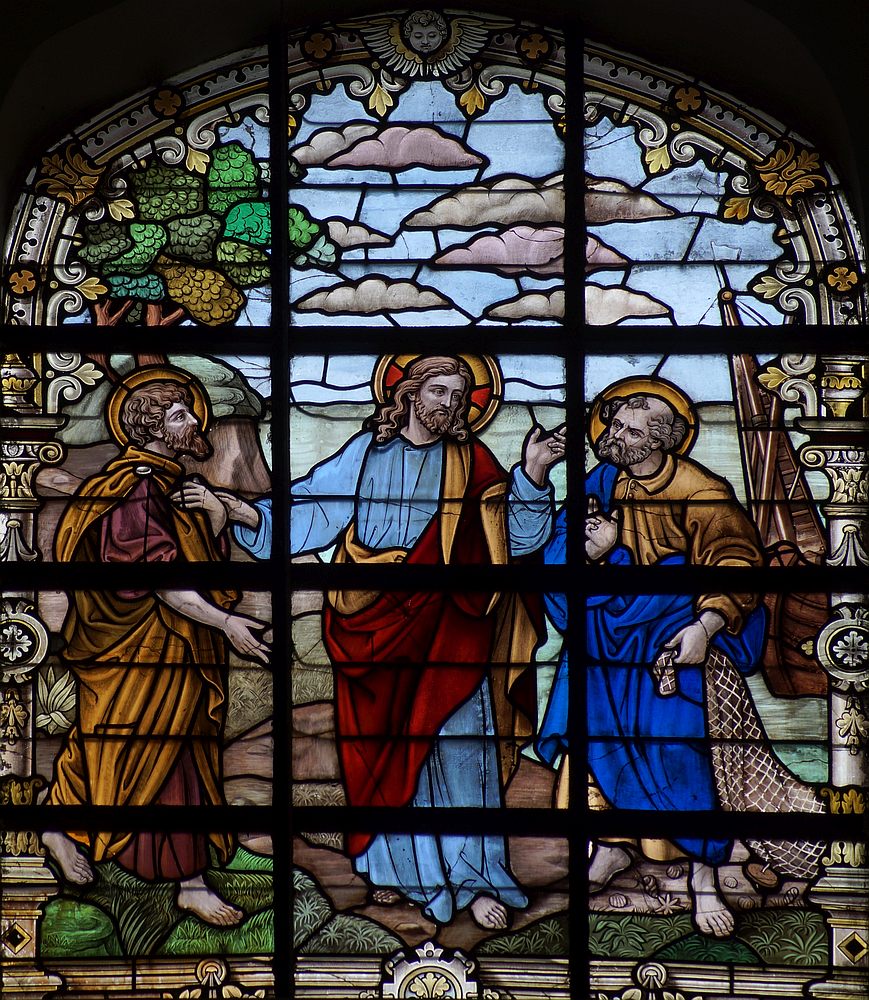
Glasraam in het hoogkoor met betrekking tot de patroonheilige: Sint-Petrus

De oprichting van het kapittel in 1398 had tot gevolg dat de omvang van het priesterkoor diende aangepast in verhouding tot het toegenomen aantal geestelijken. Bijgevolg bouwde Walter Pompe (° 1703, † 1777) een uitermate groot barokaltaar, met twee niveaus. Het werd op 27 oktober 1740 afgewerkt. Op het onderste niveau is Sint-Petrus afgebeeld, staande tegenover de Christusfiguur. Op het hoger niveau ziet men de tweede patroonheilige van de kerk, met name Sint-Barbara, met haar attributen (een toren en een zwaard), te midden van bazuinende engelen.
Links van het altaar, onder de zuilen, ziet men een buste van de kerkleraren Sint-Hiëronymus en Sint-Ambrosius; aan de rechterkant Sint-Gregorius en Sint-Augustinus.
In het koor staat aan weerskanten een indrukwekkende kanunnikenbank. Dit meubilair werd omstreeks 1785 aangekocht en is afkomstig van de voormalige priorij van Corsendonk. Het werd in 1713 gemaakt door Joannes Claudius De Cock (° 1667, † 1735) en bevat zowat dertig in hout gesneden heiligenfiguren en symbolische voorstellingen van deugden.
De onder het gewelf geplaatste vensters zijn uitgerust met glas-in-lood. Men ziet er een aantal taferelen uit het leven van de patroonheiligen:
1. Sint-Petrus:
  - Christus spreekt Petrus toe: 'Gij zijt vissers...';
  - Christus wandelt in het Meer van Genezareth...;
  - Petrus uit de gevangenis verlost...;
2. Sint-Barbara:
  - bekeerd tot het christendom (Samuel Coucke uit Brugge, 1878);
  - om haar geloof beschuldigd van verraad (idem dito);
  - gemarteld (gift van Ignatius van Lissum, 1878) (idem dito);
  - ter dood veroordeeld (idem dito).

### Viering
Centraal in de viering staat de in 1969 geplaatste offertafel. Zeer hoog erboven trekt een triomfkruis uit de 16-de eeuw de aandacht. Aan de bovenkant van de kruispaal is de symbolische voorstelling van de evangelist Johannes aangebracht en aan de onderkant het symbool van de evangelist Mattheüs. De uiteinden van de dwarsbalk dragen de voorstelling van Lucas en Marcus.

### Koorommegang

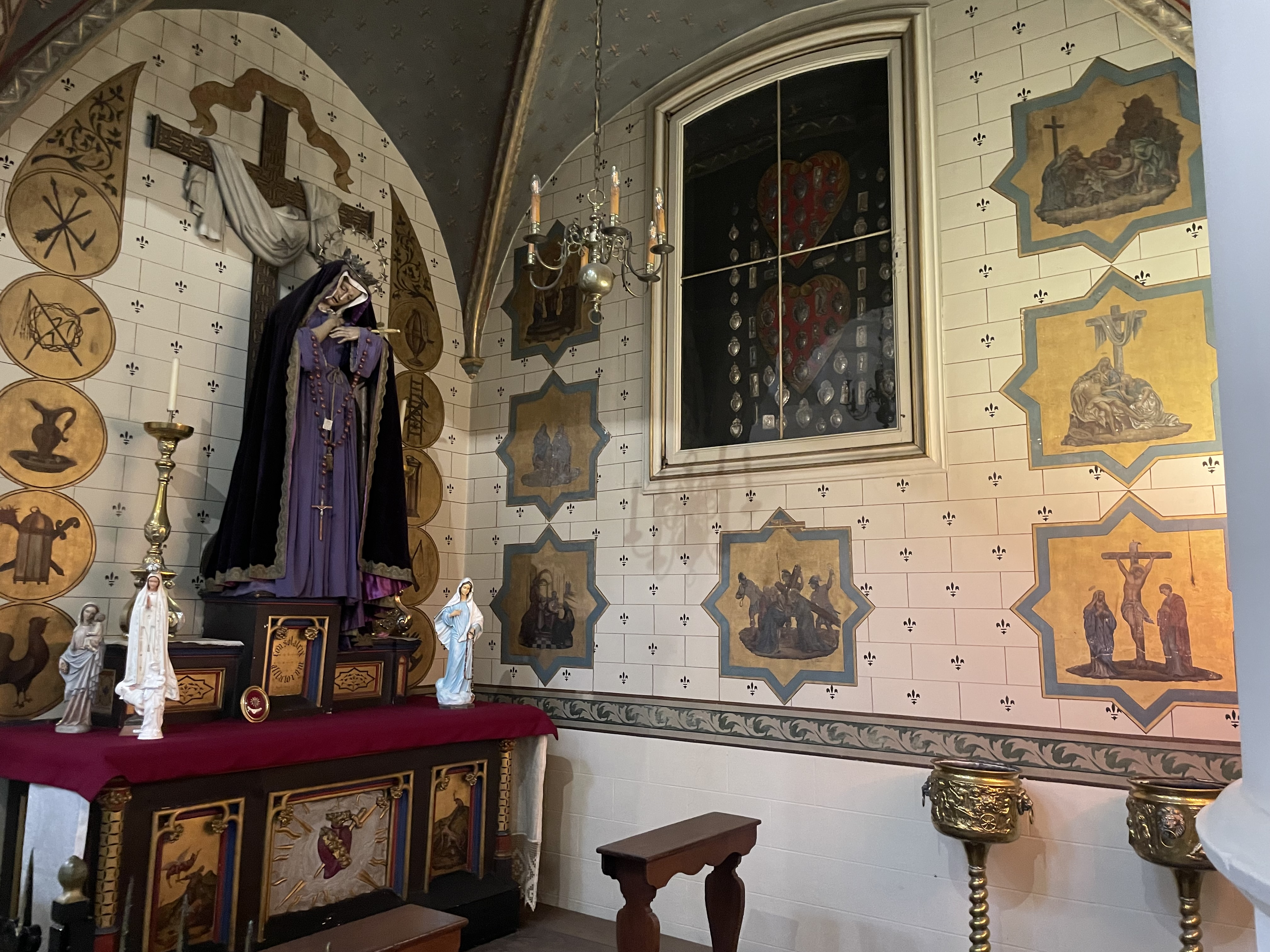
Mariabeeld met paarse mantel (Pieter Pauwel De Meyer)

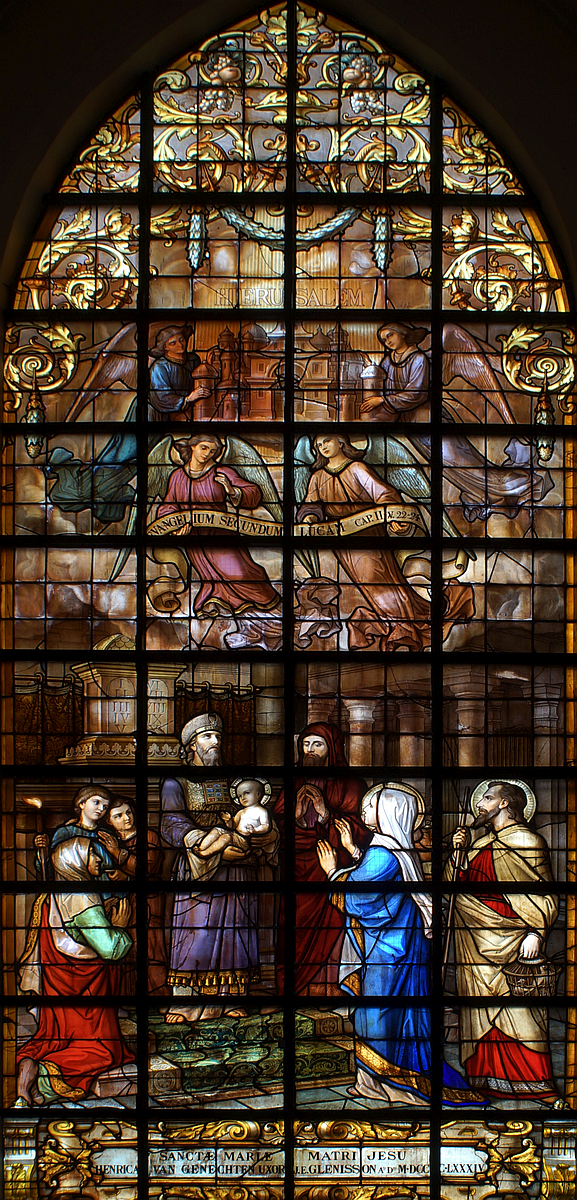
Glasraam De opdracht in de tempel, in de koorommegang, gemaakt door J. B. Capronnier, anno 1884

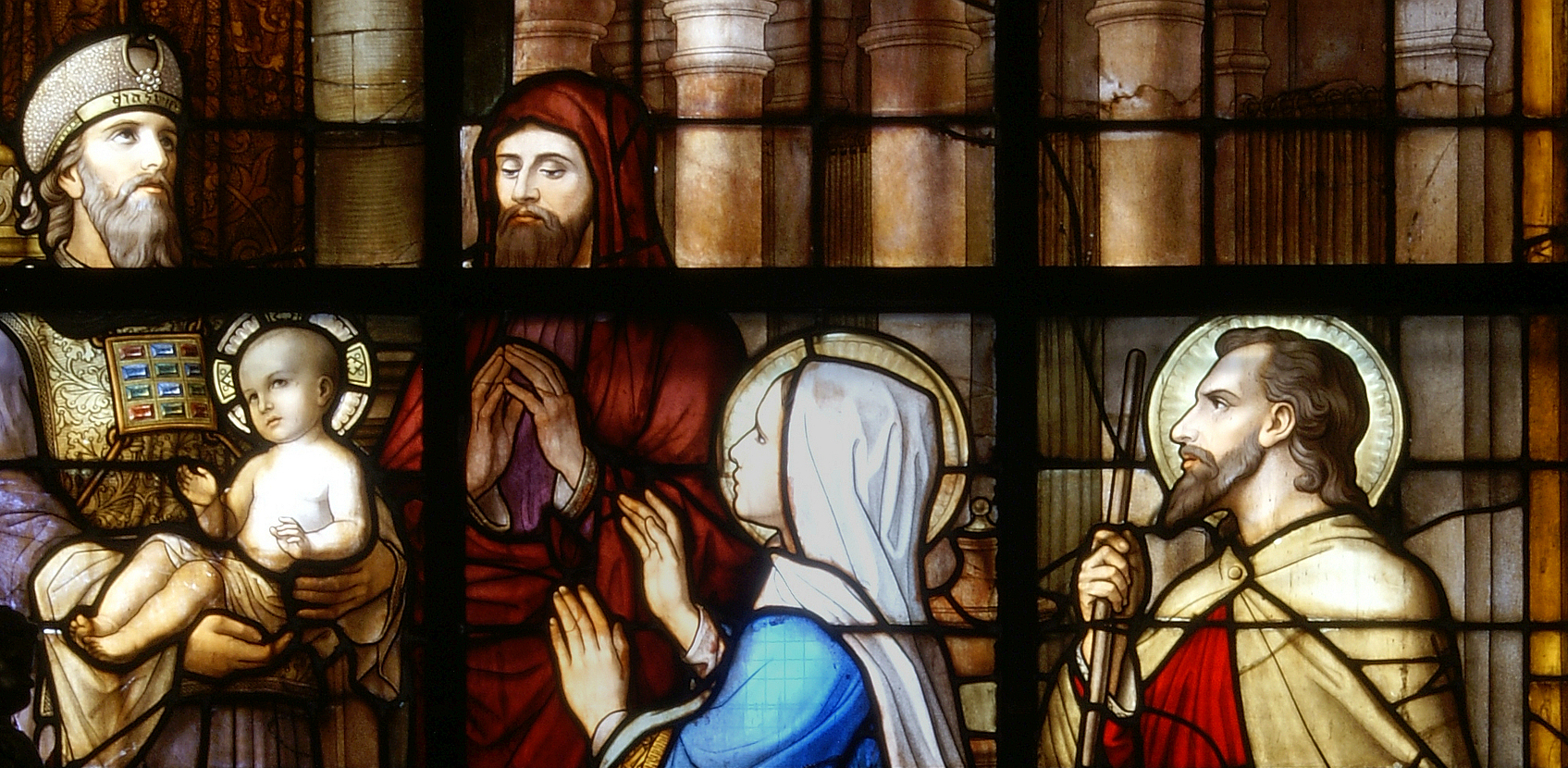
Glasraam De opdracht in de tempel (detail), (J.B. Capronnier)

Doordat het daglicht binnen schijnt door de vele bezienswaardige glas-in-loodramen, is de koorommegang een zeer heldere plaats.
Aan de zuidelijke kant, aan de scheiding tussen de kruisbeuk en de koorgang, is de kapel van Onze-Lieve-Vrouw van Smarten ingericht. Het Mariabeeld, gemaakt door Pieter Pauwel De Meyer (° Antwerpen 1828, † Turnhout 1892) is getooid in een paarse mantel (de symbolische kleur voor de smart). Het altaar in neogotische stijl werd is van de hand van beeldhouwer Karel Stroobant (1901).
Iets verder ziet men een grote biechtstoel, eveneens uit de 18-de eeuw, afkomstig uit het oude Gasthuis. Hij is vermoedelijk het werk van een der gebroeders Pompe. Daar tegenover hangt een werk genaamd "Trinistas terrestris - De Heilige Familie" (van Frans Quartier S.J.) afkomstig uit de voormalige Jezuïetenkerk.
In de kapel van St-Vincentius a Paulo herinnert een voorstelling van H.J. Van Cantelbeke (plebaan-deken van 1700 tot 1726) aan deze geestelijke. Het altaar in deze kapel werd in 1902 gemaakt door Karel Stroobant.
Ietwat verder treft men de kapel van St-Jozef aan,  waar zich een eerder kleine preekstoel uit de 17-de eeuw bevindt, afkomstig van de kapel van Zondereigen. 
Het altaar werd uit witte steen gebeeldhouwd door A. Strymans (° Turnhout 1866, † Antwerpen 1959) ter nagedachtenis van E. H. J. Pittoors die deken was van 1889 tot 1895.
Een glas-in-loodraam (werk van Leopold Pluys uit Mechelen) stelt er de H. Martinus en de H. Joanna van Valois voor. Dit venster draagt het volgende onderschrift: D.O.M. Ter gedachtenis van M.P.J. Van Moll geboren te Luiksgestel 30 April 1822 overleden te Turnhout 27 April 1888 en van zijne echtgenote J.M. Nuijens geboren te Turnhout 1 Meert 1822 en aldaar overleden 5 October 1880.
Ongeveer ter hoogte van de bocht die de koorsluiting voorafgaat, valt het licht in de koorgang door een zeer groot en bijzonder gedetailleerd glasraam met zeer zachte kleuren, overwegend okerbruin. 
Men ziet er een voorstelling van Hierusalem. Engelen dragen een banderol met de tekst Evangelium secundum Lucam. Eronder ziet men de Opdracht in de tempel. Het venster werd in 1884 gemaakt door Jean-Baptiste Capronnier uit Brussel en was een gift van mevrouw Henrica Van Genechten (° 1812, † 1892) die de tweede echtgenote was van Jacobus Eduardus Glénisson (° 1808, † 1890).
Vlakbij hangt een glas-in-loodraam, in 1903 geschonken door Joannes Josephus Adrianus Maria de Fierlant die voorzitter was van de kerkfabriek. Het verbeeldt de vier evangelisten en vier kerkleraren.
In de koorsluiting, achter een hek ontworpen door Walter Pompe, is de kapel van de H. Anna ingericht. Hier liggen de heer Hendrik de Kinschot († 31-4-1537) en zijn vrouw, Barbara de Meldaw (overleden op 10 juli 1553) begraven.
In deze kapel treft men eveneens een glas-in-loodraam aan, dat geschonken werd ter nagedachtenis van de heer Walter Franciscus Joannes Van Genechten († Turnhout, 1880) en van E.H. Joannes Antonius Innocentius van Genechten († Brussel, 1874). Deze laatste was pastoor in de Finisierrækerk te Brussel.
In de volgende straalkapel, voorbij de koorsluiting-  treft men het altaar van het Heilig Hart aan. Dit werd in 1901 in neogotische stijl in witte steen gebeeldhouwd door Karel Stroobant. 
Hier wekt een oud beeld van Onze-Lieve-Vrouw met het kindje Jezus een bijzondere aandacht. Tevens ziet men er een eerder zeldzame beeltenis van Sint-Theobaldus, afkomstig uit de gotische Sint-Theobalduskapel. Deze Turnhoutse kapel dateert van de 14-de eeuw en is sedert 31 juli 1936 als monument beschermd. Voorheen was ze regelmatig het toneel van bedevaarten, maar is sedert de jaren vijftig van de 20-ste eeuw gesloten. Sinds 2009 wordt ze gebruikt voor sociaal-culturele evenementen.
Onmiddellijk voorbij de bocht van de koorsluiting treft men een tweede door Jean-Baptiste Capronnier gemaakt glasraam aan.
In dezelfde stijl als het vorige venster, wordt hier de geboorte van Christus en het bezoek door de drie Wijzen afgebeeld: "Christo Jesu Salvatori".
Het werd vervaardigd in 1883 en was een gift van Eerwaarde Heer Victor Glenisson, die directeur was van de Turnhoutste onderwijsinstelling "Heilig Graf".
Ten slotte is er in de koorommegang de kapel van Onze-Lieve-Vrouw van Lourdes. Het altaar (in neogotische stijl) werd eveneens in 1901 gebeeldhouwd, in witte steen, door de werkplaats van de Turnhoutenaar Karel Stroobant. Het opzetstuk van dit altaar is opgevat als een centrale nis met ernaast, links en rechts, een kleinere nis. In het midden figureert Maria in biddende houding; links is de Annunciatie 
afgebeeld, en rechts het bezoek van Maria aan haar nicht Elisabeth.

### Kruisbeuk

#### Noordkant (links)
Het meest opvallende element is het laat-barok altaar (gemarmerd hout) van Onze-Lieve-Vrouw, gemaakt door Joannes Peeters in 1769. Op de offertafel staat een met ruime mantel gekleed beeld van Maria. Erboven is een wereldbol aangebracht waarop de vergulde slang van het Aards Paradijs kruipt. Daaromheen staan de symbolen van de vier evangelisten: links de adelaar (Joannes) en de stier (Lucas), rechts de leeuw (Marcus) en  de engel (Mattheüs).
Het bovenstel is ondersteund door zuilen. Men ziet er een voorstelling van God met de wereldbol in de handen, omrind door engelen en putti.
Links van het middenstel staat een beeld van de profeet Isaïas, rechts: Ezechiël, en nog verder naar rechts siert een gepolychromeerd beeld "Ecce Homo" de ruimte.
Minder opvallend maar toch duidelijk aanwezig boven het tochtportaal van de zijingang, is de in hout gesneden voorstelling van de Strijdende Kerk, vechtende tegen een zevenkoppige draak die het kwaad voorstelt. Dit werk is vermoedelijk van de hand van de Antwerpse beeldhouwer H. F. Verbrugghen (° 1654, † 1724).

#### Zuidkant (rechts)
Het altaar van het Heilig Sacrament, ook het altaar van het Venerabel genoemd, is hier het belangrijkst. De totale afmetingen ervan zijn zowat gelijk aan die van het OLV-altaar in de noordelijke kruisbeuk.
Links en rechts staan telkens twee zuilen met gedraaide buik. Ertussen ziet men een voorstelling van het Laatste Avondmaal: Christus te midden van de apostelen, op het ogenblik dat hij het sacrament instelt. Dit werk is gemaakt door Theodoor Boeyermans. Aan de basis van de zuilen ziet men links Joannes en Marcus, rechts Mattheüs en Lucas.
Zeer hoog boven het geheel, kijkt een Christusfiguur toe, tussen engeltjes, met links een anker (het symbool van de hoop) en rechts een kruis (het symbool van het geloof). Dit altaar werd gebouwd op het einde van de 17-de eeuw en werd tussen 1921 en 1930 gerestaureerd door Peeters in Luik.

### Middenbeuk

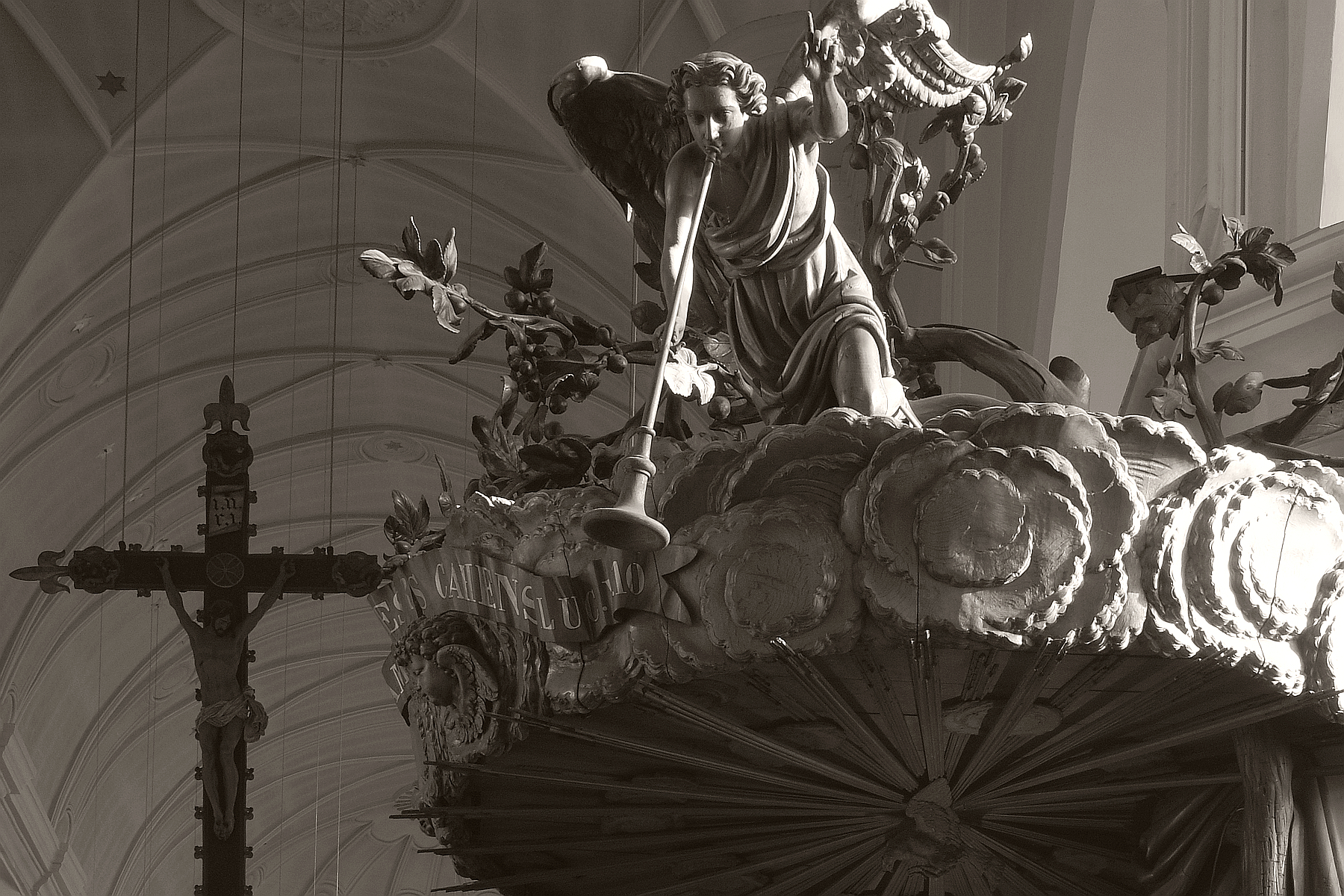
Klankbord van de preekstoel, gebouwd door Hendrik Peeters-Divoort (anno 1862)

De middenbeuk wordt gekenmerkt door de aanwezigheid van een bijzonder indrukwekkende kansel  (Vlaamse Meesters in Situ), in 1862 vervaardigd door beeldhouwer Hendrik Peeters. Gedurende de loopbaan van deze Turnhoutenaar nam diens schoonbroer Pierre Joseph Divoort (°Antwerpen, 15 maart 1821) een belang in het bedrijf, waardoor men steeds spreekt over Hendrik Peeters-Divoort.
Het meubel verbeeldt hetzelfde tafereel als de preekstoel uit de Sint-Andrieskerk te Antwerpen: Christus die Petrus toespreekt tijdens de visvangst. Maar de houding van de figuren verschilt in niet onbelangrijke mate. De gelijkenis houdt op bij het benedendeel; de figuren op het klankbord verschillen aanzienlijk.

### Zijbeuken

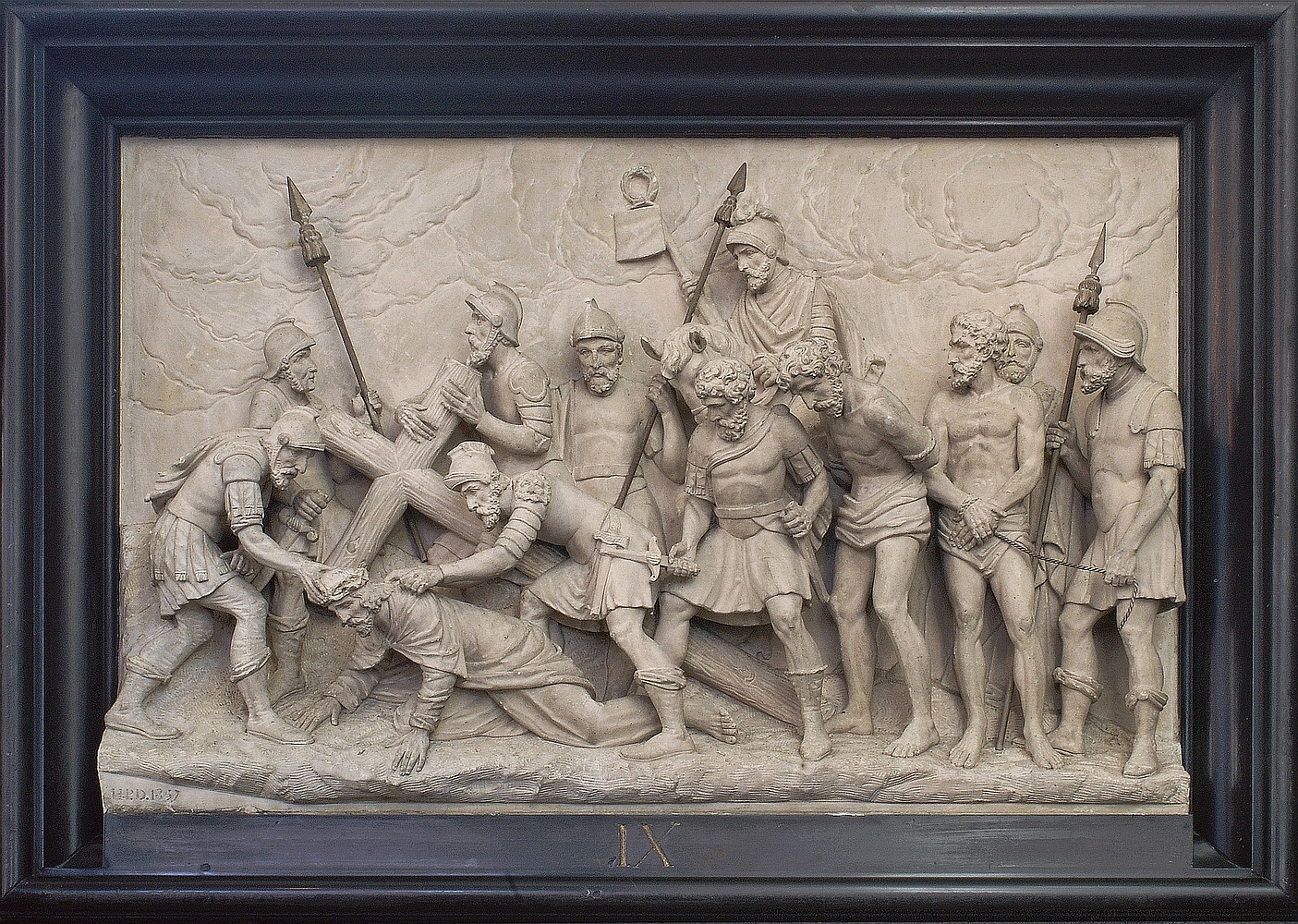
Detail van de kruisweg door Hendrik Peeters-Divoort (9-de statie) (1853-►1857)

Deze zijn een studieplaats, enerzijds voor de lijdensweg van Christus (afgebeeld in de kruisweg), en anderzijds voor het persoonlijk berouw over begane misstappen.
- De kruisweg bestaat uit bas-reliëfs in witte steen: hij toont met veel detail de veertien staties, vanaf de veroordeling van Christus door Pontius Pilatus, tot de neerlegging van Jezus' lichaam in het graf. De eerste dertien staties zijn het werk van Hendrik Peeters-Divoort die ze maakte van 1853 tot 1857. De veertiende is het werk van Pieter Pauwel De Meyer uit Turnhout.
- Zes biechtstoelen (drie in elke zijbeuk) zijn ingewerkt in de lambrisering. Zij werden omstreeks 1740 vervaardigd door J. B. Peeters naar ontwerp van architect J.P. Van Baurscheidt II. De figuren stellen onder meer voor: de Verloren Zoon, Maria Magdalena, het gewetensonderzoek, de korte duur van het leven, de meditatie, het berouw, de rechtvaardigheid ...

### Funeraria

#### Epitafen
- Marcus Pauly was raadgever van de prinses van Zimmeren, was schout, waterpluimgraaf en schatbewaarder in de vrijheid Turnhout. Hij overleed tijdens een dienstreis te Brussel op 28 oktober 1697, op 55-jarige leeftijd. Zijn epitaaf met buste hangt in de noordelijke arm van de kruisbeuk. Dit grafschrift herinnert tevens aan het overlijden zijn echtgenote, dame Isabella Bellens, en aan het afsterven van zijn zonen Joannes Pauly Marci, kanunnik in de Sint-Pieterskerk (overleed op 30-jarige leeftijd) († 23-11-1700) en Franciscus Pauly, heer van Arendonk (60 jaar) († 30 juni 1732).
- In de zuidelijke arm van het transept ziet men een epitaaf ter herinnering van Guilielmus Proost en Anna Gevarts: de echtgenote van zijn zoon. Proost was 63 jaar toen hij op 12 juni 1649 stierf. Hij was onder meer gedurende 33 jaren raadslid en secretaris van de stad Turnhout en haar aanhorige grondgebied. Anna Gevarts overleed op 25 november 1632.
- Petrus Joannes Denef (° Gierle, 16-11-1774, † Turnhout, 13-11-1844) genoot te Turnhout groot aanzien voor zijn leiding in de Latijnsche School, die na zijn overlijden werd omgevormd tot het huidige Sint-Jozefscollege. Vóór 1830 was hij burgemeester van Turnhout. Hij trad in Turnhout actief op tijdens de Belgische Revolutie (1830) en werd nadien lid van de Belgische Kamer van volksvertegenwoordigers. Bij Koninklijk Besluit van 9 juli 1835 werd hij ridder in de Leopoldsorde vereerd met het IJzeren Kruis. Hij werd op 15 november 1844 begraven in Gierle, achter de kerk. Zijn leerlingen betoonden hem eer door de schenking van het grafmonument dat in deze kerk staat opgesteld in de kapel der gesneuvelden (rechts van de hoofdingang).

#### Obiiten(selectie)
In de koorommegang en in sommige koorkapellen treft men een aantal rouwborden aan:
- jonker Van der Steghen, overleden op 16 februari 1640, in de kerk begraven. Verwant aan Merwin, Van Noort en Beelaert;
- Augustinus de Crom, heer van Arendonk, overleden op 16 oktober 1673;
- Isabella Clara Coghels, weduwe Julius G. de Pestre, overleden op 26 juni 1788;
- Franciscus du Four, geboren in 1871, overleden op 7 januari 1945. Hij leidde gedurende ettelijke jaren de Turnhoutse drukkerij Brepols, was burgemeester van Turnhout van 1919 tot 1932, senator in de Belgische Senaat van 1925 tot 1929 alsook van 1932 tot 1936;
- Germaine Herry (°1883, † 9 mei 1961), weduwe Franciscus du Four.

#### Grafstenen(selectie)
In de kerk treft men in de vloer (voornamelijk in de koorommegang) zeer oude en nog tamelijk leesbare grafstenen aan:
- Joannes Baptista Robert: "Hier leydt begraven Joannes Baptista Robert, in syn leven kerckmeester deser kerck, sterft den 1 april 1762, Elisabeth van Tuerenhout, syne huysvrouwe, sterft den 8 febry 1748, ende hunne naercomelingen".
- Joannes Franciscus Plasmans: "Sepulture van Joannes Franciscus Plasmans, sterft den 7 7ber 1771, Anna Catharina Voets, syne huysvrouwe, sterft den 27 9ber 1722, Maria Catharina Plasmans, hunne doghter, sterft den 11 july 1779, huysvrouwe van Joannes Baptist Dierckx, alemoesenier deser stadt, sterft den 14 meert 1767 ende hunne naercomelingen".
- Joannes Andreas Blyens: "Sepulture van Joannes Andreas Blyens, Schepen, President-Apoteker der Stadt & Vryheyt Turnhout, sterft 20 8ber 1764, en syne huysvrouwe, Isabella Croonenboom, sterft 3 aug 1728, Carolus Frans Blyens, hunnen sone, sterft 1 aug 1727, ende 2de huysvrouwe, Cornelia Nuyts, sterft ............., welcke 2 .........."
- Nicolaus Jacobus Claessens:"Sepulture van d'Heer Nicolaus Jacobus Claessens, Jonghman, sterft 13 xber 1774"

### Glas-in-loodvensters
Benevens de hoger vermelde glas-in-loodramen van Jean-Baptiste Capronnier (Brussel) (in de koorommegang) en Samuel Coucke (Brugge) (in het hoogkoor), treft men glasramen aan van andere befaamde glazeniers. Men ziet onder meer werk van:
- Barry & Crickx (Jette): "Overwinning van het H. Hart op de oorlog" (1924) (gift van de familie Dierckx-Janssens de Varebeke) (in de noordelijke zijbeuk);
- Jean-Baptiste de Bethune (Gent): de H. Theresia & St-Fredericus (1872) alsook St-Carolus & de H. Catharina (1875) (beide in de St-Annakapel, koorommegang);
- Crickx (Brussel): de H. Jozef (1943) (anonieme gift) evenals Sint-Franciscus (1945) (Gift van Franciscus du Four);
- Gabriël Huygens (Jette): Johannes de Doper (1929), "Bekering van de H. Hubertus" (1929) (gift van Jozef Ceulemans en familie ter nagedachtenis van broer Hubert) (in de zijbeuk),  "Aan onze Helden" (in de kapel der overledenen) (1931) en Sint-Augustinus (~1945) (ter herinnering aan August Raymaeckers) (in de zijbeuk);
- Gustave Ladon (Gent): de H. Theresia (in de zijbeuk) (1933-1934);
- Edward Mertens (Brussel): Openbaring van OLV aan Bernadette (1901) (in de kapel van OLV van Lourdes);
- Leopold Pluys (Mechelen): H. Martinus & H. Johanna van Valois (1888) (in de St-Jozefskapel);
- Charles Lévêque (Rue du Christ-d'Or, à Beauvais) (Oise): in de noordelijke arm van de kruisbeuk (anno 1877) alsook in de zuidelijke arm (anno 1881). Het eerste raam werd geschonken door Jacobus Eduardus Glenisson (°1808, † 1890) ter nagedachtenis van zijn (1-ste) echtgenote: Catharina Antonia Peeters. Het tweede door mevrouw Maria Theresia Van der Heyden als aandenken aan de heer Antonius Joannes Josephus Van Genechten.

### Orgel
Het orgel bevindt zich op het doksaal, boven de hoofdingang en dateert van 1662. Het werd in Gent gebouwd door Jean le Royer, een telg uit een 17de-eeuwse orgelbouwersfamilie.
Jaecques de Zy - eveneens Gentenaar - bouwde de kast. Na de voltooiing werd het verscheept naar Antwerpen, waar de reis met paard en kar werd verder gezet tot Turnhout.  
Het beeldhouwwerk op het toestel is van de hand van de Antwerpenaar Michel Catalon.
Gelet op de respectabele ouderdom van dit instrument, werd het in het verleden al enkele malen gerestaureerd.

## Galerij

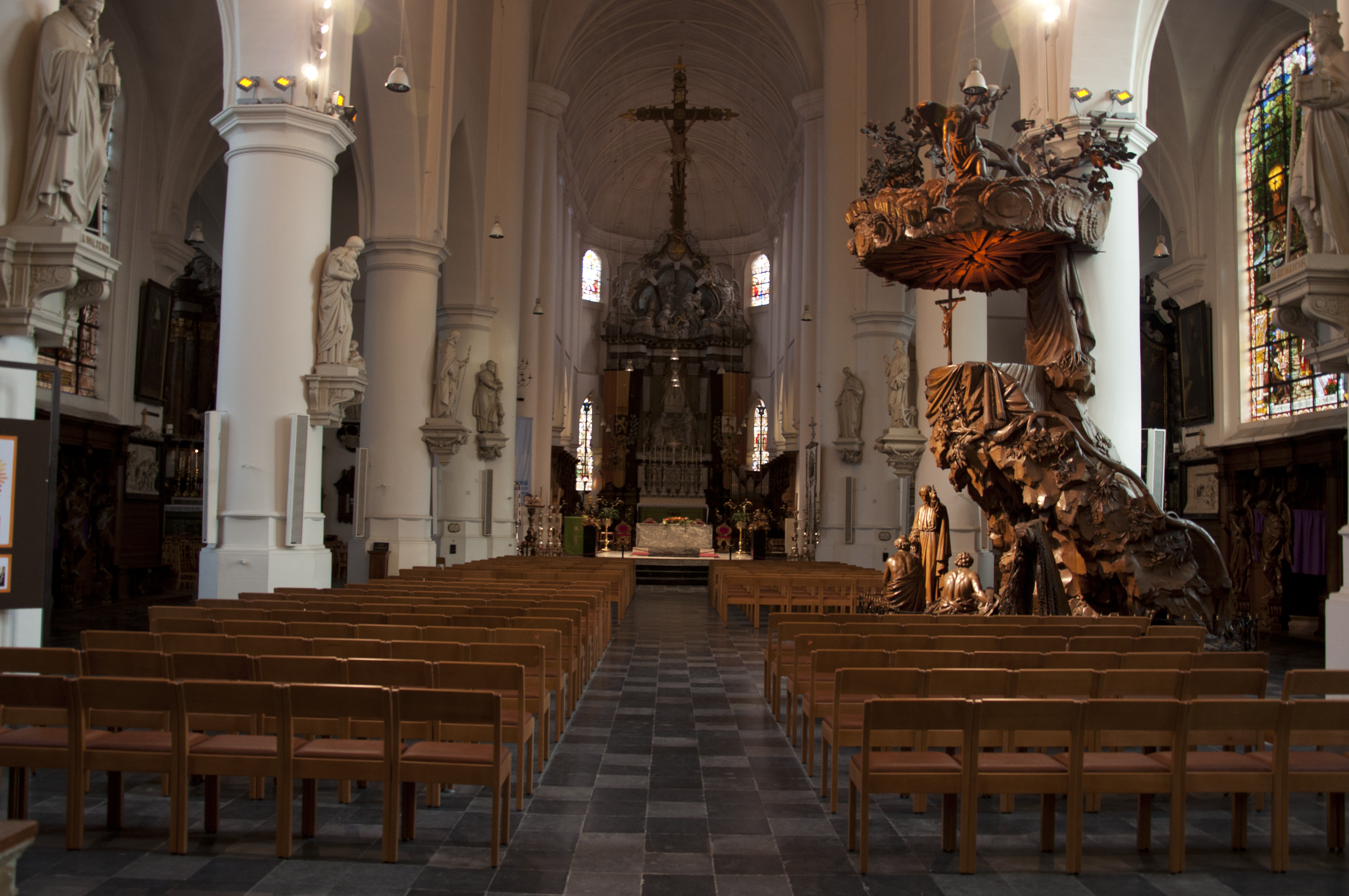
Interieur
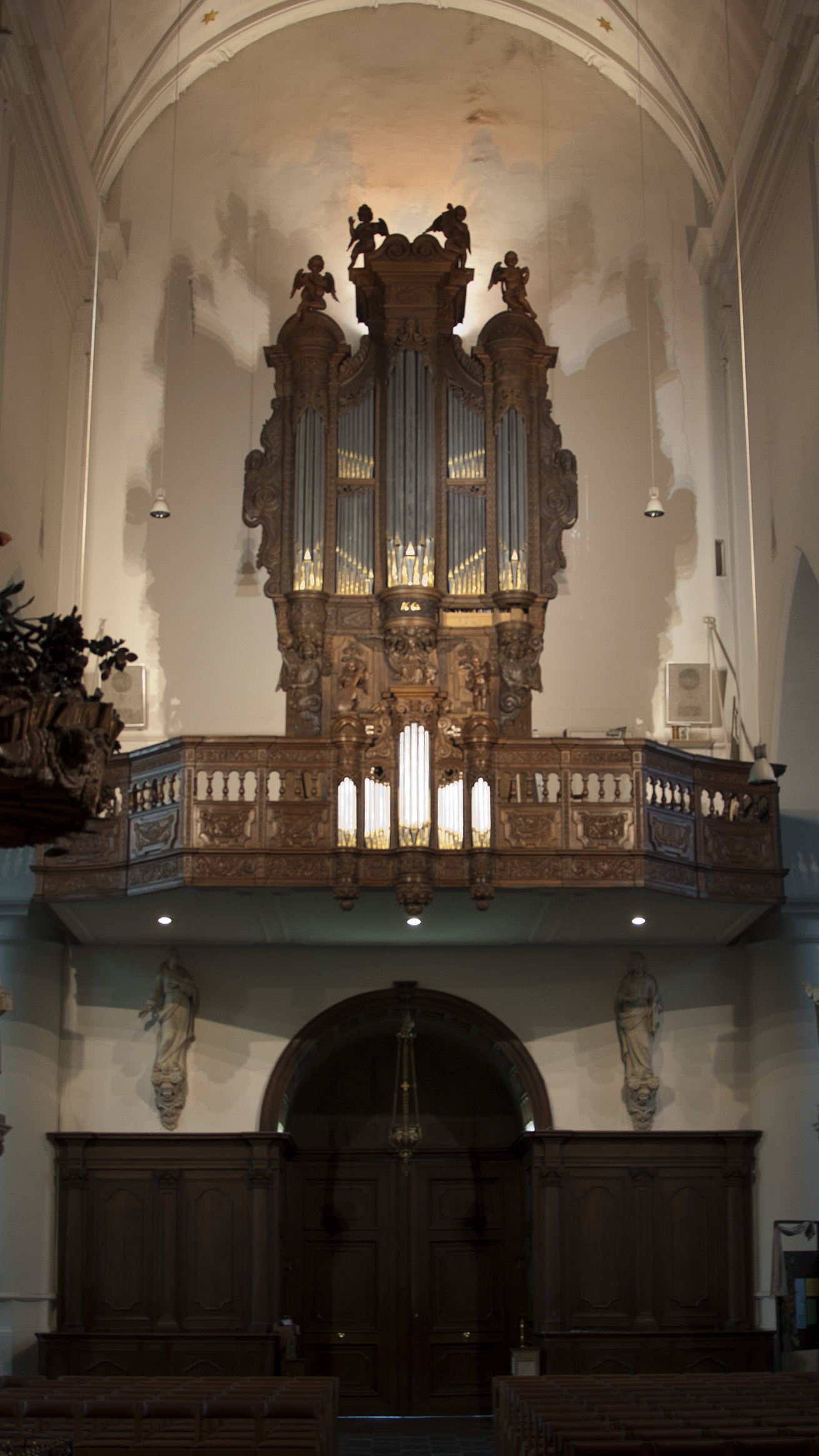
Het kerkorgel van Jean le Royer
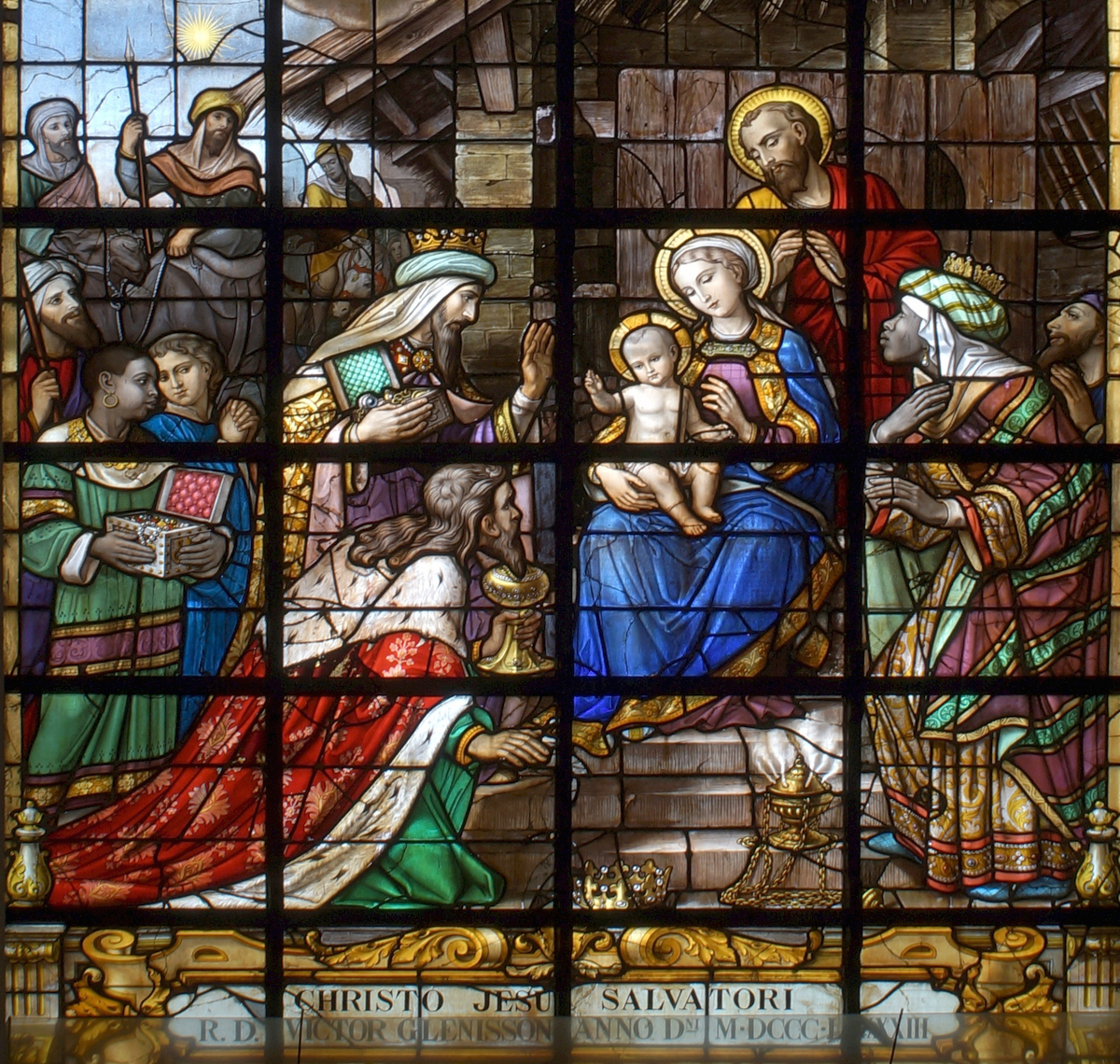
Detail van het glasraam "Christo Jesu Salvatori" door 'J. B. Capronnier, in de koorommegang (anno 1883)
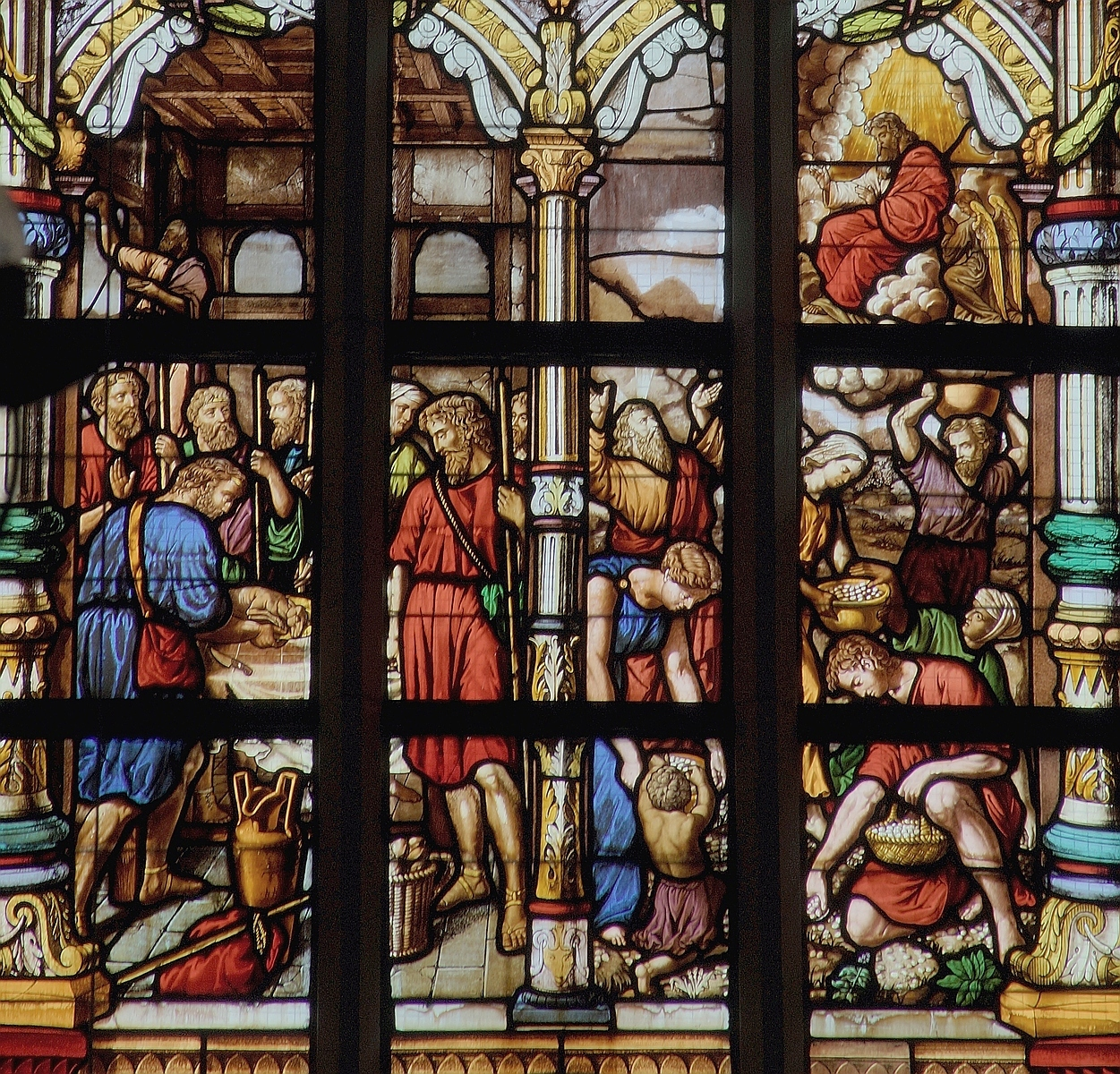
Detail van het glasraam in de kruisbeuk (zuidkant) door Charles Lévêque (Beauvais) (anno 1881)
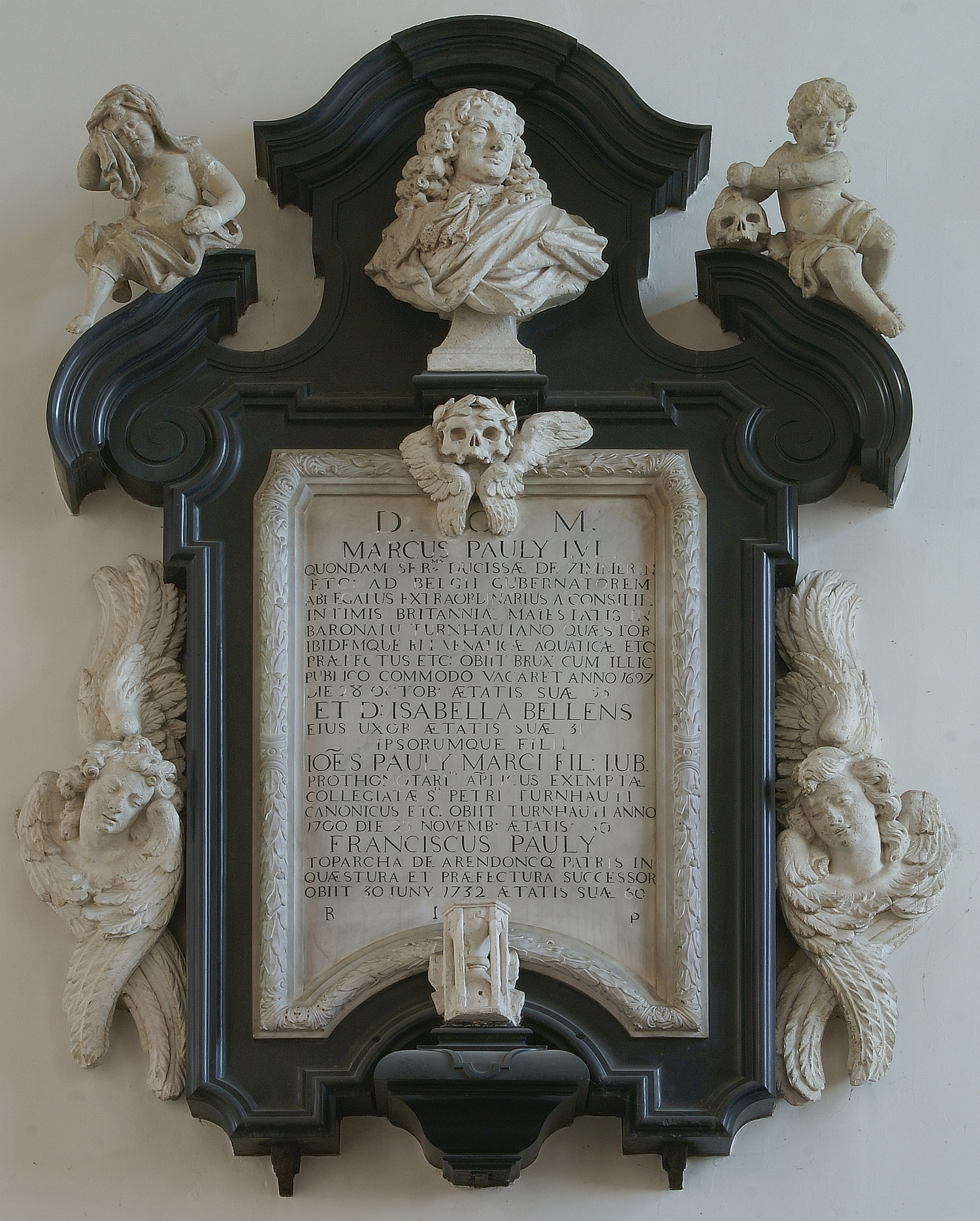
Epitaaf van Marcus Pauly, Isabella Bellens, Joannes Pauly & Franciscus Pauly (~ 1732)
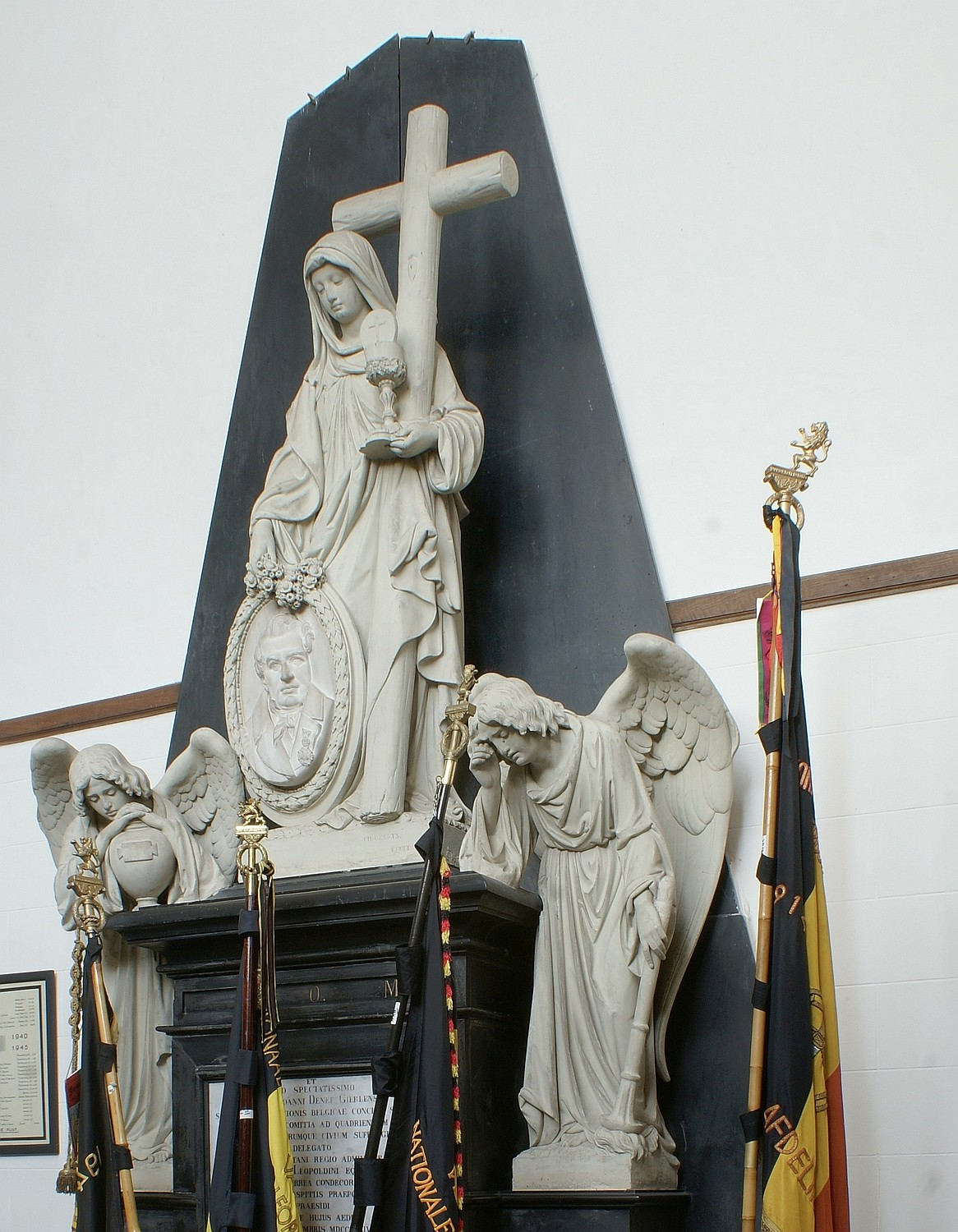
Grafmonument van Petrus Joannes Denef in de kapel der overledenen, gemaakt door Karel Hendrik Geerts in 1851
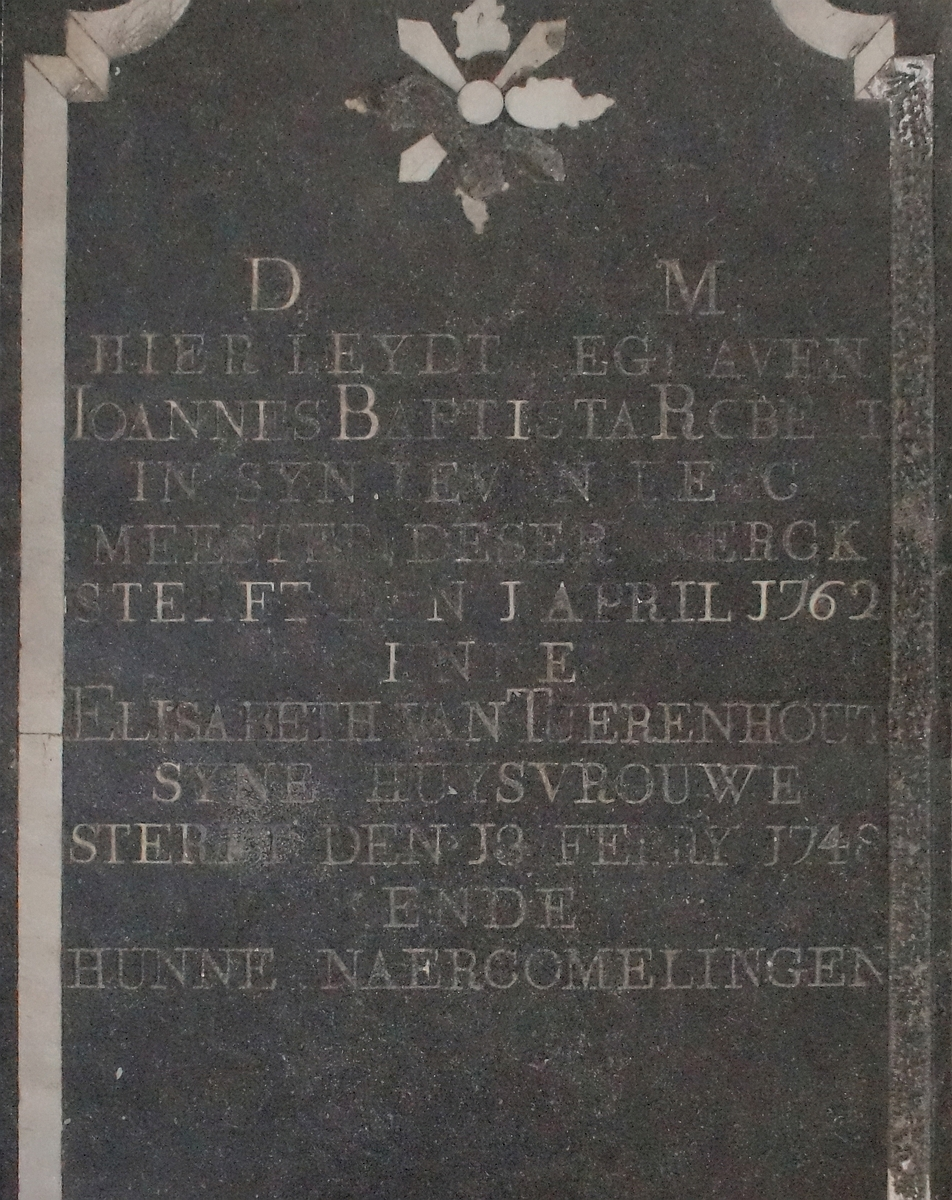
Grafsteen van Ioannes Baptista Robert, overleden op 1 april 1762
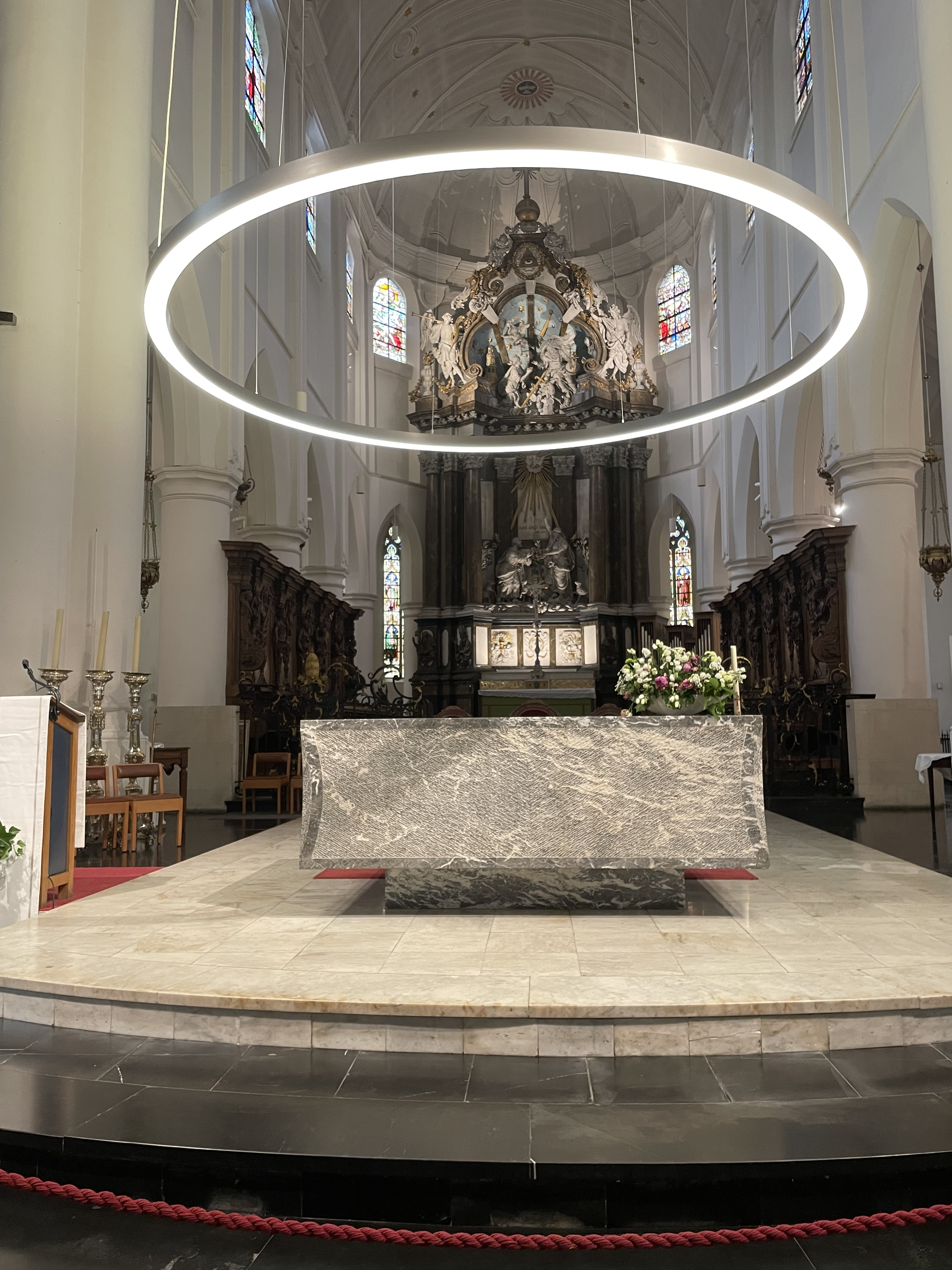
Vernieuwd altaar (2025)